# Филарет (Филаретов)
Епи́скоп Филаре́т (в миру Михаи́л Проко́пиевич Филаре́тов; 1824, Борщёво, Коротоякский уезд, Воронежская губерния — 23 февраля 1882, Рига) — епископ Русской православной церкви, епископ Рижский и Митавский.

## Биография
Родился в 1824 году в семье диакона (впоследствии священника) села Боршова, Коротоякского уезда, Воронежской губернии.
После домашнего воспитания и образования в духовном училище, лишь незадолго до окончания курса в Воронежской духовной семинарии, куда переведён был из училища, начал обнаруживать свои замечательные умственные способности, а до того времени развивался очень туго.
Заняв с философского класса в семинарии первое место в списках воспитанников, он удержал его за собою до конца курса и в 1847 году, как первый студент семинарии, был послан начальством в Киевскую духовную академию для довершения образования.
В академии он также был постоянно одним из самых лучших студентов и в 1851 году окончил курс первым магистром. Как самый лучший воспитанник, он был оставлен при академии в должности бакалавра по кафедре Св. Писания.
Согласно заявленному раньше своему желанию, 18 ноября 1851 года он был пострижен в монашество с именем Филарет в честь митрополита Киевского Филарета; 20 ноября рукоположён в иеродиакона, а 21 ноября — в иеромонаха.
Несмотря на то, что Св. Писание, как предмет науки, в академиях в то время считался одним из предметов второстепенных, иеромонах Филарет весь отдался изучению и наилучшей постановке его на кафедре, и его труды принесли пользу академии и были оценены по достоинству. Уже 25 сентября 1853 года ему, вместе с бакалаврскою, поручена была и должность помощника инспектора академии, а 28 сентября он возведён в звание соборного иеромонаха; 3 октября 1856 года определён членом внутреннего правления академии, а 13 апреля 1857 года возведён и в сан архимандрита, с присвоением ему лично степени настоятеля третьеклассного монастыря; 7 мая того же года Филарет утверждён в звании члена академической конференции и временно исправлял должность инспектора академии.
В 1858 году на короткое время был вынужден уехать из Киева в связи с назначением на должность инспектора Казанской духовной академии с занятием кафедры нравственного богословия. Прослужив немного менее двух лет в Казани, 4 декабря 1859 года он был перемещён снова в Киев — на должность ректора Киевской духовной семинарии, с занятием в ней кафедры богословских наук и с назначением в настоятели Пустынно-Николаевского монастыря.
Был утверждён 9 мая 1860 года действительным членом академической конференции и окружного академического правления и 8 июля назначен членом киевской духовной консистории и местного духовно-цензурного комитета; 6 октября переведён на должность ректора и профессора богословских наук в самую академию, его воспитавшую, с назначением в настоятели Киево-Братского монастыря.
Должность ректора академии Филарет занимал с честью, сначала в сане архимандрита, а потом (с 26 марта 1874 г.) в сане викарного епископа Уманьского до назначения своего в Ригу, на самостоятельную кафедру, состоявшегося 8 декабря 1877 года.
Продолжительное служение Филарета в одном из высших и старейших рассадников духовного образования было весьма плодотворно для Киевской академии в различных отношениях. Будучи поставлен на пост ректора ещё при действии старого устава 1808—1814 гг., а затем (с 22 марта 1866 и по 6 февраля 1867 г.) состоя членом Высочайше утверждённого комитета по преобразованию духовно-учебных заведений, он явился достойным вождём академии на пути преобразования по уставу 1869 года, которое знаменательно совпало с исполнившимся тогда (в 1869 году) 50-летием академии со времени преобразования её из старой Киевской академии по уставу 1808—1814 гг. В качестве главного представителя академии во время юбилея Филарет был вполне на высоте своего положения, и как изданные академиею юбилейные сборники, так и самая церемония юбилейного торжества были исполнены при его живейшем и деятельнейшем участии. Отказавшись, при вступлении в должность ректора академии, по многосложности административных обязанностей, от занятия какой бы то ни было кафедры, Филарет уставом 1869 года был обязан избрать себе кафедру, и он избрал снова любимую свою науку — Св. Писание и преподавал этот предмет с полным знанием дела и с замечательным искусством до самого выхода своего из академии.
Как профессор, он обладал таким широким и глубоким знанием предмета, что его слово с кафедры всегда было последним словом науки и в то же время представляло живой интерес для слушателей при его живой речи (он говорил, а не читал лекции). Как администратор и как человек вообще, Филарет был человеком инициативы; обладая тонким умом, он обладал и твёрдою волею, и несокрушимою энергией, а вместе с тем и замечательным тактом.
Эти качества перенёс он и в Ригу, где открылось для него особое, новое поприще деятельности. Приобретённое им в академии знание немецкого языка послужило для него хорошим подспорьем в видах многообразной деятельности среди населения с господствующим немецким языком.
Трудами его предшественников по архиерейской кафедре Рижской, открытой в 1836 году, ему в значительной мере расчищен был путь; однако и на его долю досталось много забот и скорбей, испытанных его предшественниками.
За время управления Рижской епархией Филарет успел принести много пользы своей пастве. Прежде всего он ревностно проповедовал слово Божие, а в 1881 году специально произнёс ряд общедоступных и вместе с тем глубокомысленных поучений о происхождении, природе и участи человеческой души. Затем с любовью и ревностью заботился об улучшении и полном благоустройстве Рижской духовной семинарии, о возвышении уровня нравственного и материального положения духовенства епархии и особенно об устранении тех затруднений и стеснений, какие терпели православные в остзейских губерниях. Уже в проповедях Филарета выразилась его учёно-литературная деятельность.
Трудности и скорби, с которыми было связано его служение стали главною причиной его безвременной кончины, последовавшей 23 февраля 1882 года от разрыва сердца, на 58 году жизни и по истечении четырёх лет управления Рижскою епархией.
Погребён в Рижском Петропавловском соборе. Перезахоронен в Елгавской пустыни.

## Сочинения
- Слово «О движении духа науки вместе с жизнью» // Труды Киевской духовной академии. — Киев, 1860—1917; 1869.
- Речь при погребении Киевского митрополита Филарета // Воскресное чтение. — 1857—1858, ч. 21.
- Речь при погребении Киевского митрополита Арсения // Труды Киевской духовной академии. — Киев, 1860—1917; 1876.
- Песни степеней // Воскресное чтение. — 1856— 57. — № 41, 52.
- О происхождение книги Иова. — Киев, 1872, а также // Труды Киевской духовной академии. — Киев, 1860—1917,1872, № 3, 5, 8, 9.
- О книге Екклезиаст // Труды Киевской духовной академии. — Киев, 1860—1917; 1874, № 10; 1875, № 4, 5.